# Grasshopper Club Zürich
A Grasshopper Club Zürich, egyszerűen Grasshopper(s) (rövidítve GC vagy GCZ) egy svájci labdarúgóklub. Az egyesületet 1886-ban alapították, székhelye Zürichben található.
A Grasshopper a legsikeresebb svájci klub, 27 alkalommal nyerte meg a svájci bajnokságot, illetve 18 alkalommal hódította el a nemzeti kupát. Európai szinten a legjobb eredménye mindössze két 3. fordulós győzelem az Intertotó-kupában. 2018-19-es bajnokságban az utolsó helyet szerezte meg a csapat, így története során először kiesett az első osztályú bajnokságból.

## Története
A Grasshopper Club Zürich-et angol egyetemisták alapították 1886-ban, ezzel a klub Svájc második legidősebb labdarúgócsapata az 1879-ben megalakult FC St. Gallen után. Az első elnök és csapatkapitány Tom E. Griffith volt, aki Angliából hozatott felszerelést, többek között kék-fehér mezeket.
Legelső mérkőzésük 1888. november 18-án volt, a Polytechnikum FC ellen egy gól nélküli döntetlent játszottak.

## Sikerek
A Grasshopper 27-szeres elsőosztályú bajnok, 18-szoros kupagyőztes, kétszeres ligakupagyőztes, és egyszeres szuperkupagyőztes hazájában.
Swiss Super League
- Bajnok (27): 1897–98, 1899–1900, 1900–01, 1904–05, 1920–21, 1926–27, 1927–28, 1930–31, 1936–37, 1938–39, 1941–42, 1942–43, 1944–45, 1951–52, 1955–56, 1970–71, 1977–78, 1981–82, 1982–83, 1983–84, 1989–90, 1990–91, 1994–95, 1995–96, 1997–98, 2000–01, 2002–03
- Ezüstérmes (21): 1925–26, 1928–29, 1929–30, 1932–33, 1933–34, 1937–38, 1953–54, 1956–57, 1957–58, 1967–68, 1972–73, 1973–74, 1979–80, 1980–81, 1986–87, 1988–89, 1993–94, 1998–99, 2001–02, 2012–13, 2013–14
- Bronzérmes (13): 1919–20, 1931–32, 1935–36, 1939–40, 1952–53, 1954–55, 1971–72, 1974–75, 1978–79, 1991–92, 1996–97, 2004–05, 2009–10

Kupagyőztes (18)1925–26, 1926–27, 1931–32, 1933–34, 1936–37, 1937–38, 1939–40, 1940–41, 1941–42, 1942–43, 1945–46, 1951–52, 1955–56, 1982–83, 1987–88, 1988–89, 1989–90, 1993–94
Ligakupa-győztes (2)1972–73, 1974–75
Szuperkupa-győztes (1)1989
UEFA Intertotó-kupa-győztes (2)2006, 2008
UEFA-kupa elődöntős (1)1978

## Stadion

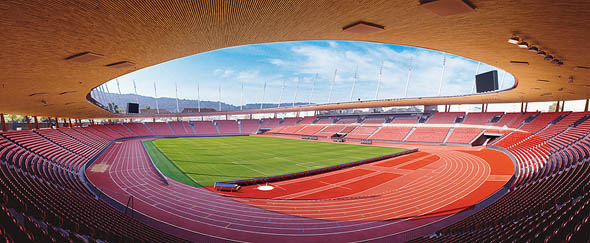
Az új Letzigrund

A klub stadionja a 25 000 férőhelyes Letzigrund, melyet a másik városi csapattal, az FC Zürich-hel osztanak meg. A pálya 1925. november 22-én nyílt meg a Zürich tulajdonában, de 1937 óta Zürich városa vette gondozásába.
A stadiont újjáépítették és kibővítették a 2008-as Eb-re, itt rendezték a C csoport Románia–Franciaország, Olaszország–Románia és Franciaország–Olaszország találkozóit.
Minden év augusztusában itt rendezik meg az IAAF Diamond League (korábban Golden League) atlétikai versenysorozat egyik állomását (Weltklasse Zürich).
Az első, 1996-os Bon Jovi-koncert óta több szabadtéri koncertnek adott már helyet a létesítmény.

## Jelenlegi keret
2022. július 25. szerint.
| #  |     | Poszt | Név                                                               |
| -- | --- | ----- | ----------------------------------------------------------------- |
| 1  | POR | K     | André Moreira                                                     |
| 4  | CHN | V     | Li Lei                                                            |
| 6  | ALB | KP    | Amir Abrashi                                                      |
| 7  | GER | KP    | Tsiy-William Ndenge                                               |
| 8  | SUI | KP    | Giotto Morandi                                                    |
| 9  | KOS | CS    | Shkelqim Demhasaj                                                 |
| 10 | SUI | KP    | Petar Pusic                                                       |
| 11 | KOR | CS    | Dzsong Szangpin (kölcsönben a Wolverhampton Wanderers csapatától) |
| 14 | POR | V     | Tomás Ribeiro                                                     |
| 15 | JPN | V     | Szekó Ajumu                                                       |
| 17 | SUI | KP    | Dion Kacuri                                                       |
| 22 | NGR | CS    | Francis Momoh                                                     |
| 23 | GER | KP    | Meritan Shabani                                                   |
| 25 | GNB | V     | Eliseu Cassamá                                                    |

| #  |     | Poszt | Név                                                   |
| -- | --- | ----- | ----------------------------------------------------- |
| 27 | AZE | CS    | Renat Dadashov                                        |
| 28 | SVK | KP    | Christián Herc                                        |
| 31 | SUI | V     | Dominik Schmid                                        |
| 33 | AUT | V     | Georg Margreitter                                     |
| 40 | JPN | KP    | Kavabe Hajaó (kölcsönben a Wolverhampton Wanderers)   |
| 41 | SUI | V     | Noah Loosli                                           |
| 57 | SUI | KP    | Filipe de Carvalho                                    |
| 71 | SUI | K     | Justin Hammel                                         |
| 73 | KOS | V     | Florian Hoxha                                         |
| 77 | HUN | V     | Bolla Bendegúz (kölcsönben a Wolverhampton Wanderers) |
| 93 | FRA | K     | Lévi Ntumba                                           |
| 95 | BRA | CS    | Guilherme Schettine (kölcsönben a Braga csapatától)   |
| —  | CHN | CS    | Jia Boyan                                             |

## Ismertebb játékosok
| - Kurt Jara - Giovane Élber - Sebastián Rozental - Tomasz Rząsa - Günter Netzer - Efan Ekoku - Vittorio Pozzo - Franco Navarro - Viorel Moldovan - Tosh McKinlay - Alfred Bickel - Thomas Bickel | - Stéphane Chapuisat - Christian Gross - Marcel Koller - Stephan Lichtsteiner - Patrick Müller - Walter Schoeller - Ciriaco Sforza - Alain Sutter - Kubilay Türkyilmaz | - Johann Vogel - Hakan Yakın - Marat Yakın - Reto Ziegler - Ove Grahn - Papa Bouba Diop - Wynton Rufer - Richard Núñez |

## Vezetőedzők (1925 óta)
| - Kürschner Izidor (1925–1934) - Karl Rappan (1935–1948) - Hardy Walter (1945–1950) - Willi Treml (1950–1955) - Wilhelm Hahnemann (1955–1958) - Svetislav Glišović (1958) - Antun Pogačnik és Alfred Bickel (1958–1960) - Branislav Vukosavljević (1960–1963) - Alfred Bickel (1963–1964) - Albert Sing (1964–1966) - Albert Brunner és Werner Schley (1966–1967) - Henri Skiba (1967–1969) - Albert Brunner és Werner Schley (1969–1970) - René Hüssy (1970–1973) | - Erich Vogel és Szabó István (1973–1976) - Helmuth Johanssen (1976–1979) - Jürgen Sundermann (1979–1980) - Friedhelm Konietzka (1980–1982) - Hennes Weisweiler (1982–1983) - Miroslav Blažević (1983–1985) - Friedhelm Konietzka (1985–1986) - Kurt Jara (1986–1988) - Ottmar Hitzfeld (1988–1991) - Oldrich Svab (1991–1992) - Leo Beenhakker (1992–1993) - Christian Gross (1993–1997) - Hanspeter Latour (1997) - Rolf Fringer (1998) - Roger Hegi (1999) - Roy Hodgson (1999–2000) | - Hanspeter Zaugg (2000–2001) - Piet Hamberg (1992–1993) - Marcel Koller (2002–2003) - Carlos Bernegger (2003–2004) - Alain Geiger (2004–2005) - Hanspeter Latour (2005–2006) - Kraszimir Balakov (2006–2007) - Hanspeter Latour (2007–2009) - Ciriaco Sforza (2009–2012) - Uli Forte (2012–2013) - Michael Skibbe (2013–2015) - Pierluigi Tami (2015–2017) - Carlos Bernegger (2017–August 24, 2017) - Murat Yakın (2017–2018) - Mathias Walther (2018–2018) Ideiglenes edző - Thorsten Fink (2018– ) |